# Barnardillo barnardi
Barnardillo barnardi är en kräftdjursart som först beskrevs av Walter E. Collinge 1920.  Barnardillo barnardi ingår i släktet Barnardillo och familjen Armadillidae. Inga underarter finns listade i Catalogue of Life.